# Copa Maceió
A Copa Maceió é a denominação dada à segunda fase do Campeonato Alagoano de Futebol, sua primeira edição foi no ano de 2005 sendo como o primeiro turno do estadual, conquistado pelo ASA.
Desde 2014, o campeão da Copa Maceió, efetivamente se torna o campeão estadual do ano.
Atualmente os finalistas da Copa Maceió se classificam diretamente à Copa do Brasil e à Copa do Nordeste do ano seguinte.
Caso um dos clubes finalistas não dispute uma das 3 primeiras séries do Campeonato Brasileiro, ele receberá a vaga Alagoana para a Serie D do mesmo ano.

## Participantes em 2015
- ASA (Arapiraca)
- CEO (Olho d'Água das Flores)
- Coruripe (Coruripe)
- CRB (Maceió)
- CSA (Maceió)
- CSE (Palmeira dos Índios)
- Ipanema (Santana do Ipanema)
- Murici (Murici)
- Santa Rita (Boca da Mata)

## Número de títulos por clubes
| Clube          | Cidade    | Títulos              | Vices          |
| Coruripe       | Coruripe  | 3 (2006, 2007, 2014) | 1 (2015)       |
| CRB            | Maceió    | 1 (2015)             | 1 (2005, 2014) |
| ASA            | Arapiraca | 1 (2005)             | 0              |
| CSA            | Maceió    | 0                    | 1 (2006)       |
| Corinthians-AL | Maceió    | 0                    | 1 (2007)       |